# Pont Esclangon
Le pont Esclangon est un ouvrage inauguré en 1986, franchissant le Drac et l’A480, dans le département de l’Isère sur une longueur de 138 mètres, une largeur de 11,60 mètres et une hauteur de 5,90 mètres.
Baptisé en hommage à Félix Esclangon, ancien directeur de l'Institut polytechnique de Grenoble, ce pont est prolongé en rive droite par l’ouvrage sur l’A480, puis par deux autres ouvrages constituant les bretelles d’accès et de sortie.
C’est un maillon important de l’agglomération grenobloise qui permet de relier Grenoble à Fontaine.

## Origine du pont
L’origine de la construction de ce pont est liée à la construction de la ligne A du tramway de Grenoble. Un pont routier était déjà existant permettant de relier Grenoble à Fontaine, le pont du Drac en forme d'arc. Le maître d’ouvrage (TAG) décide alors de construire un nouveau pont routier en parallèle (le pont Esclangon), de façon que la ligne A du tramway circule sur le pont du Drac avec un trajet plus rectiligne.

## Description de l'ouvrage

### Présentation
C’est un pont caisson à inertie variable construit par encorbellement en 1986. La longueur totale de ce pont est de 140,7 m (138 m entre appuis de rive) et de largeur 11,60 m. Le pont se compose de trois travées de longueur : 38 m, 62 m, 38 m. 
Des réseaux divers sont introduits dans les largeurs de 1,60 m des deux trottoirs de part et d’autre des 8,00 m en largeur de la chaussée.
Le tablier repose sur deux piles et deux culées, ce tablier est en béton précontraint ce qui permet de mieux résister aux sollicitations (moment de flexion, effort tranchant …) dus aux différentes charges : permanentes, d’exploitation, accidentelles, climatiques. Les corniches fixées au tablier ont un but esthétique mais servent également à raccorder l'étanchéité et à ancrer les dispositifs de retenue dans certains cas. Les garde-corps fixés sur le tablier sont obligatoires pour éviter la chute des piétons et permettent pas de retenir les véhicules (ce qui n'est pas nécessaire ici compte tenu de la configuration : ligne droite, présence de trottoirs).

### Plan de l'ouvrage
Voici, ci-dessous, une vue en élévation du pont Esclangon :

## Fondations et appuis

### Fondations

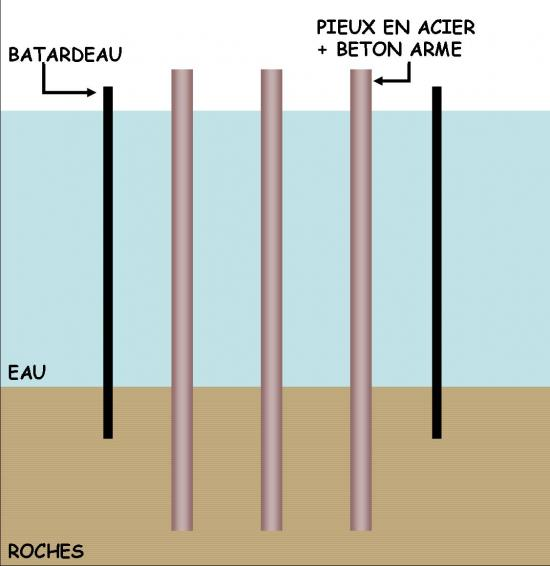
Coupe fondations avec pieux

À Grenoble, le sol est essentiellement composé d’alluvions ce qui le rend mécaniquement médiocre et entraîne la construction d’un pont plus complexe. Les ingénieurs ont choisi des fondations profondes de type pieux battus. Les pieux sont enfoncés dans le sol à l’aide d’un mouton et la tête du pieu est protégée grâce à un casque de battage (mais cela entraîne une perte d’énergie de battage de 20 à 30 %). Ici il y a trois pieux espacés de 4 mètres (entre axes) sous chaque pile.
Puis un batardeau est réalisé autour des têtes des pieux. Il s'agit d'une enceinte à l'intérieur de laquelle un massif de béton sera coulé sous l'eau, et qui fera fonction de bouchon assurant une étanchéité partielle en fond du batardeau. L'eau est ensuite pompée pour permettre la réalisation de la pile. Celle-ci est en béton armé. Une fois la pile en place, le batardeau est découpé ou retiré. Ainsi l'eau reprend son cours normal dans la rivière et circule autour des piles.

### Appuis: piles et culées
Ce pont possède deux piles et deux culées (appuis de rive). Ces appuis transmettent au sol les charges sollicitant le pont: poids du tablier et des véhicules, charges climatiques, séisme, forces de freinage des véhicules, pression de l'eau… Les culées servent aussi de mur de soutènement pour résister à la poussée des terres.
| C1    | p. 2  | p. 3  | C4    |
| ----- | ----- | ----- | ----- |
| 4.10m | 5.90m | 5.90m | 4.10m |

### Appareils d'appuis

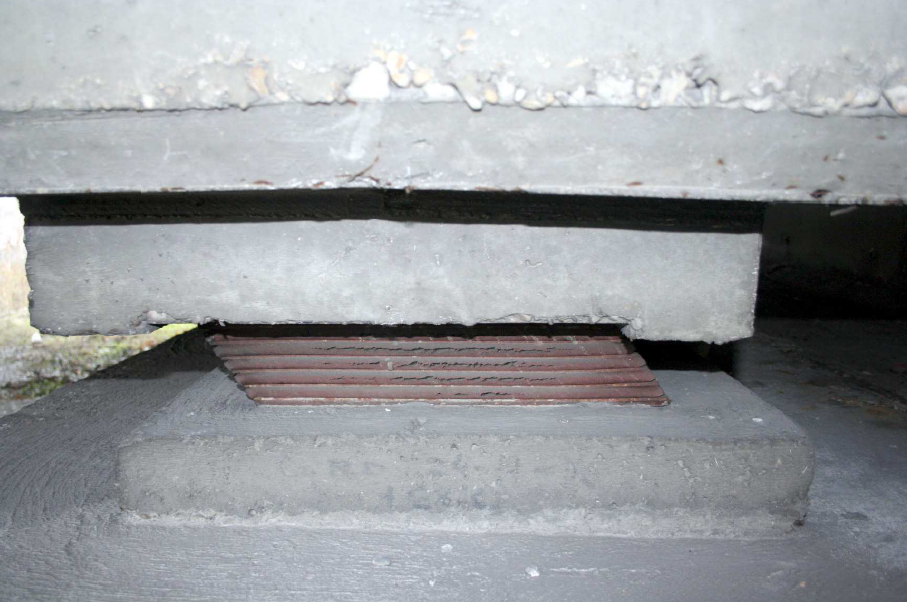
Distorsion et décollement des frettes de l'appareil d'appui en néoprène

Le tablier n’est pas directement posé sur les piles mais sur des appareils d'appuis. Ils permettent la translation et la rotation du tablier sur ces appuis dues aux déformations sous charge et à la dilatation liée aux variations de température. Ici ces appareils d'appui sont en néoprène fretté. Les frettes métalliques empêchent une trop forte déformation du néoprène.
Ils peuvent se déformer d'environ 10 cm en translation (sans dépasser une distorsion d'environ 45°) et autorisent une légère rotation. Ces appareils sont disposés à l'axe des piles et forment un carré de 800 x 800 mm.
Lorsqu'ils sont endommagés on procède au remplacement des appareils d'appuis. Cette opération est délicate. Il faut s'assurer que le tablier pourra résister lorsque les vérins plats l'élèveront afin de permettre le remplacement successif des appareils d'appuis.

## Tablier

### Voussoirs et construction par encorbellement
Les voussoirs ont été bétonnés en place dans un équipement mobile. L’équipage mobile est un coffrage déplaçable de voussoir en voussoir. Il est maintenu par un lest.
Le pont Esclangon a été construit par encorbellement. Un fléau est réalisé à partir d’une pile. Il est constitué de 2 demi-travées en console de part et d’autre de la pile. Les tronçons successifs sont exécutés symétriquement de part et d’autre de la pile. Les fléaux sont ensuite clavetés entre eux pour assurer la continuité.
Du point de vue mécanique, les moments fléchissants sont beaucoup plus importants sur les appuis qu’en milieu de travée. La raideur des voussoirs est importante près des appuis et la raideur en milieu de travée est beaucoup plus faible. Les caissons ont une section donc un moment d'inertie (ou moment quadratique) variable.

### Précontrainte

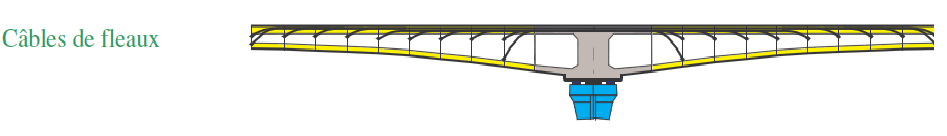
Utilisation des câbles de fléaux

Durant la construction du pont, la précontrainte est utilisée pour le câblage des fléaux. Les câbles assurent la stabilité de cette phase provisoire de la construction. Après construction ces câbles sont dits « passifs ». 

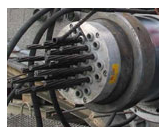
Câble 12T15, Freyssinet

Pour assurer la stabilité en phase définitive, d'autres câbles dits de continuité sont mis en place. Sur le pont Esclangon, ces armatures actives sont composées de torons 12T15 et 12T13 gainés de Freyssinet.
La précontrainte par « post-tension » consiste à disposer les câbles de précontrainte dans des gaines incorporées au béton. Après la prise du béton, les câbles sont tendus au moyen de vérins de manière à comprimer le béton, puis ancrés dans des bossages.
Le béton précontraint est comprimé en toutes circonstances, au repos comme sous chargement. Lorsque la structure est sollicitée par la circulation, les câbles de précontrainte s'allongent et le béton se décomprime sans se retrouver à l'état de traction. Au niveau mécanique, la disposition des câbles suit la courbe des moments fléchissants : en travée, ils sont situés en partie basse et sur appuis, en partie haute.

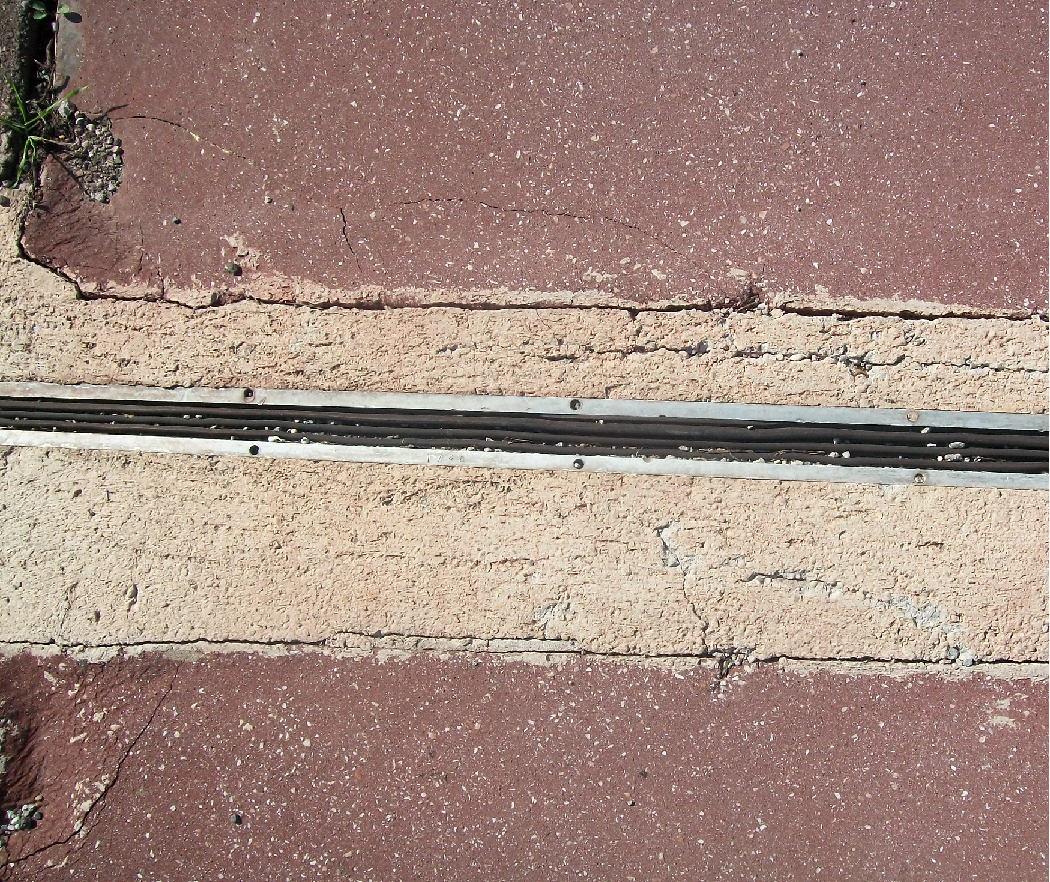
Joint de trottoir

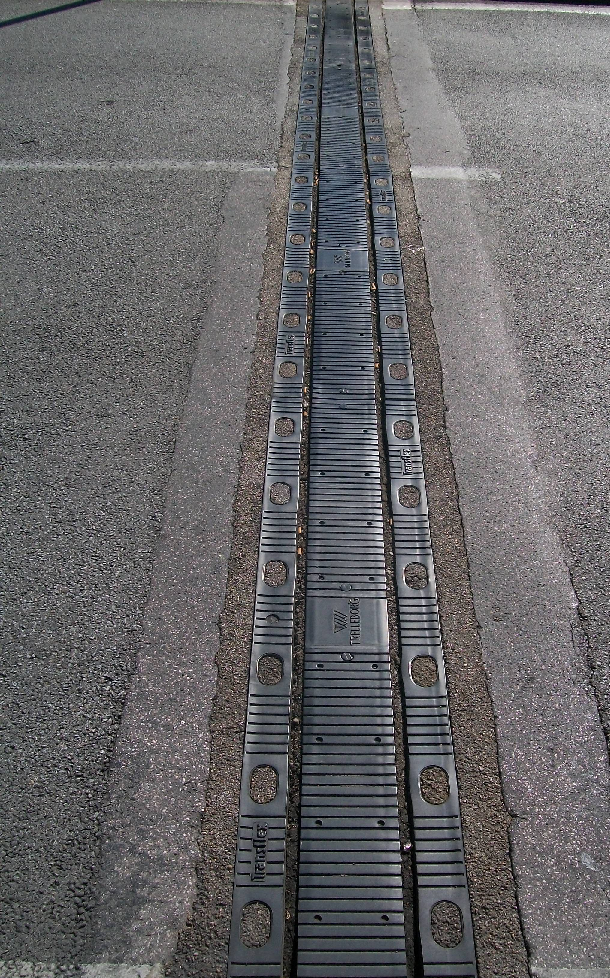
Joint de chaussée type "hiatus"

### Joints de dilatation
La température agit sur les éléments constitutifs d'un pont. Ainsi, en été, avec des températures élevées le pont se dilate, à l'inverse en hiver, il a tendance à se rétracter. Il faut donc des joints de dilatation à chaque extrémité pour permettre ces variations.
Sur le pont Esclangon les joints sont de type « joints à hiatus ».

### Étanchéité
L’étanchéité a pour but d’empêcher la pénétration de l’eau dans la structure. Elle est placée immédiatement sous la couche de roulement. Elle assure la protection contre des éléments agressifs comme les sels de deverglaçage, les rejets de pollution des véhicules et l’eau.
L'étanchéité constitue un élément primordial de la durabilité de la structure car un défaut d’étanchéité entraînerait une diminution de la durée de vie voire la ruine de l’ouvrage. Elle est très importante car sur le pont Esclangon se trouvent des câbles de précontrainte très sensibles à la corrosion.